# 2009 DT143
2009 DT143, também escrito como 2009 DT143, é um objeto transnetuniano que está localizado no Cinturão de Kuiper, uma região do Sistema Solar. Ele possui uma magnitude absoluta de 9,8 e tem um diâmetro estimado com 48 km.

## Descoberta
2009 DT143 foi descoberto no dia 22 de fevereiro de 2009.

## Órbita
A órbita de 2009 DT143 tem uma excentricidade de 0,124 e possui um semieixo maior de 38,268 UA. O seu periélio leva o mesmo a uma distância de 33,520 UA em relação ao Sol e seu afélio a 43,016 UA.